# Melpa
Le melpa, aussi appelé medlpa, est une langue parlée dans la province des Hautes-Terres occidentales en Papouasie-Nouvelle-Guinée.

## Écriture
| a | e | g | i | k | l | lt | ld | ⱡ | mb | mp | n | nd | nt | ng | ngg | ngk | o | p | r | t | u | ʉ | w | y |